# Il Buco – Ein Höhlengleichnis
Il Buco – Ein Höhlengleichnis (Originaltitel Il buco, italienisch für „Das Loch“, internationaler englischsprachiger Titel The Hole für „Die Höhle“) ist ein Filmdrama von Michelangelo Frammartino, das im September 2021 bei den Internationalen Festspielen von Venedig seine Premiere feierte. Frammartino stellt in seinem Film mit Schauspielern die wahre Geschichte einer Gruppe von Höhlenforschern nach, die im Jahr 1961 im Pollino auf eine der damals tiefsten Höhlen der Welt stießen.

## Handlung
Der Film stellt die Geschichte eines außergewöhnlichen Abenteuers einiger junger Höhlenforscher aus dem Piemont nach, die im August 1961 nach Süditalien aufbrachen, um bislang unbekannte Höhlen zu erkunden und dabei in den Untergrund einer von allen verlassenen Region eintauchten. Im Pollino, einem Gebirgszug an der Grenze zwischen Kalabrien und der Basilikata mit unzugänglichen Gipfeln von makelloser Schönheit, entdeckten diese jungen Männer, die 687 Meter in die Dunkelheit hinabstiegen, den „Abisso del Bifurto“, eine der damals tiefsten Höhlen der Welt.
Ihre Reise beginnt im Nachbardorf, dessen Bewohner von ihrer Anwesenheit kaum Notiz nehmen. Die Menschen dort waschen ihre Wäsche, schauen fern, schlachten Vieh, essen, lachen und spielen. Nach ein paar Tagen packen die Männer ihre Sachen und machen sich auf den Weg zum Berg, wo ein alter Hirte sie beobachtet. Während die Männer hinabsteigen, nähern sich Kühe dem Lager der Forscher, und ein Pferd zeigt sich interessiert an dem, was sich im Inneren ihres Zeltes verbirgt.

## Produktion

### Filmstab und Idee
Regie führte Michelangelo Frammartino, der gemeinsam mit Giovanna Giuliani auch das Drehbuch schrieb. Die Idee zu Il buco hatte Frammartino bei den Dreharbeiten zu Vier Leben. Der Bürgermeister des kalabrischen Dorfes, in dem das Team filmte, nahm den Regisseur im Januar 2007 mit auf eine Tour durch das nahegelegene Pollino, eine Bergregion in Süditalien, und zeigte ihm eine unauffällige Öffnung im Boden. Erst als der Bürgermeister, ein ehemaliger Höhlenforscher, einen Stein hineinwarf, dessen Aufschlag oben jedoch nicht zu hören war, wurde Frammartino bewusst, wie tief es dort hinabging.

### Besetzung und Dreharbeiten
Der Regisseur stattete 12 junge Höhlenforscher, die während eines eineinhalbjährigen Castings in ganz Italien ausgewählt wurden, mit einer 60-jährigen Ausrüstung aus und filmte sie, wie sie die Leistung der Gruppe von Höhlenforschern zu Beginn der 1960er Jahre nachspielten. So entstand mit den Mitteln des Dokumentarfilms dennoch ein fiktionaler Film, eine Art hybrider Spielfilm.

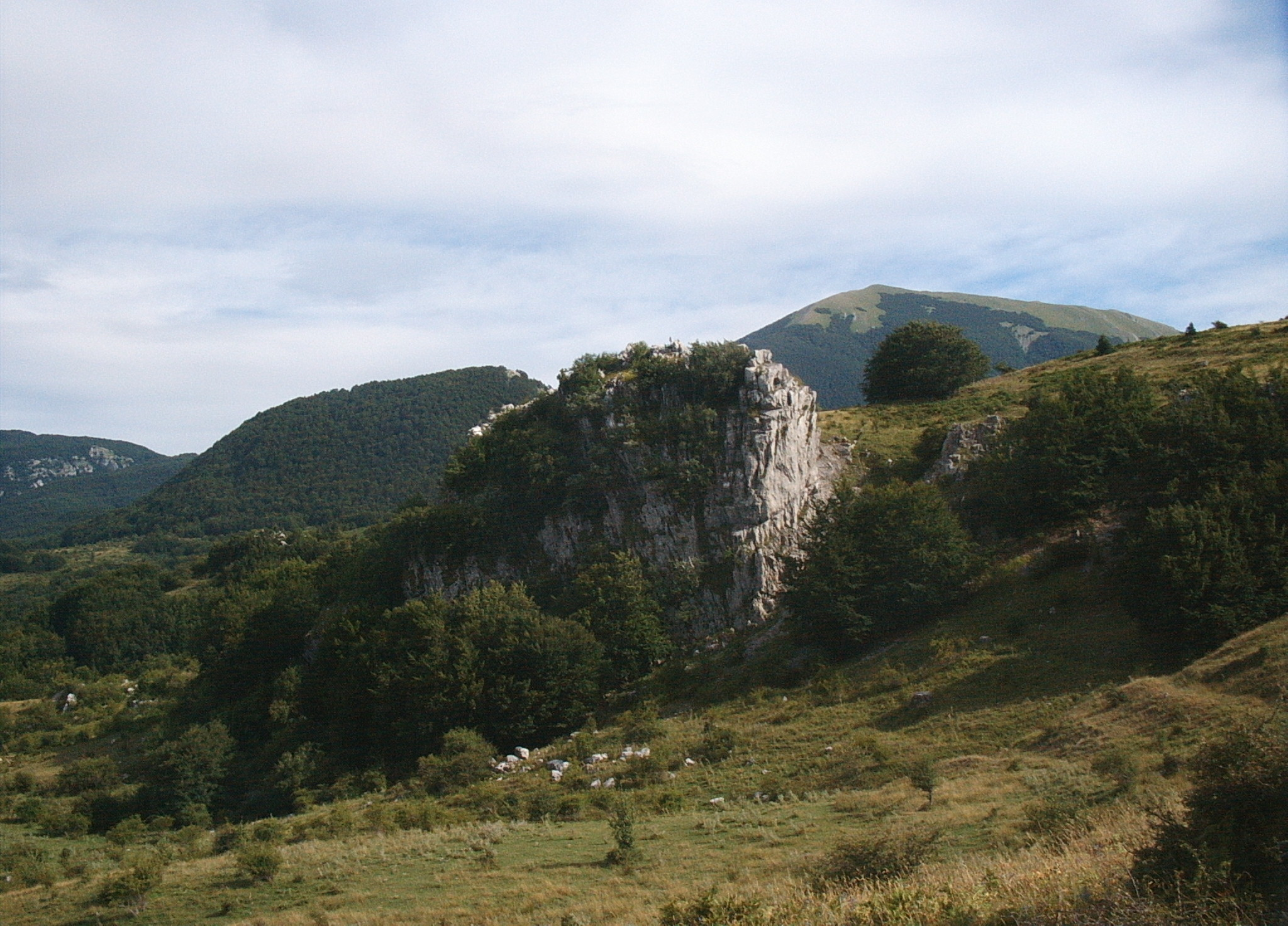
Der Nationalpark Pollino, wo Il buco gedreht wurde

Der Film erhielt von Eurimages eine Förderung in Höhe von 430.000 Euro. Die Dreharbeiten fanden von Anfang August bis Ende Oktober 2019 im Nationalpark Pollino in Kalabrien statt. Das kalksteinreiche Gebiet verfügt über sehenswerte Höhlen. Als Kameramann fungierte der Schweizer Renato Berta, der zuvor bereits mit Regisseuren wie Jean-Luc Godard, Jacques Rivette, Alain Resnais, Éric Rohmer, Manoel de Oliveira und Amos Gitai zusammengearbeitet hat.

### Weiteres verwendetes Material
Beginnen lässt Frammartino seinen Film mit in Schwarzweiß gehaltenem Nachrichtenmaterial, das vom Bau eines großen Wolkenkratzers erzählt, des in Mailand errichteten Pirellone. Dieses Projekt beschreibt Eric Kohn als eine Art großstädtischen Turm von Babel. Über die Zeit, in der dieses Gebäude entstand, sagte der Regisseur, der vor seiner Karriere im Filmbereich als Architekt arbeitete: „Es war eine Ära, in der eine positive Vertikalität stattfand. Italien blickte mit diesem Wolkenkratzer als riesiges Symbol nach vorn. Die Höhlenforscher aber gingen in die andere Richtung.“ Mit seinem Film wollte er die Vorstellung widerlegen, der finanzielle Wohlstand, zu dem es Italien 50 Jahre zuvor gebracht hatte, und der damalige Wirtschaftsboom hätten das ganze Land erfasst, da die Landbewohner nach wie vor marginalisiert geblieben seien.

### Veröffentlichung
Die Premiere erfolgte am 4. September 2021 bei den Internationalen Festspielen von Venedig. Ende September, Anfang Oktober 2021 wurde er beim New York Film Festival gezeigt und hiernach beim London Film Festival und beim Busan International Film Festival. Ende Oktober 2021 wurde der Film auch bei der Viennale vorgestellt. Ende Januar, Anfang Februar 2022 wurde er beim International Film Festival Rotterdam gezeigt. Ende März, Anfang April 2022 wurde er bei CPH:DOX, dem International Documentary Film Festival Copenhagen, gezeigt. Anfang Juli 2022 wurde der Film beim Internationalen Filmfestival Karlovy Vary in der Sektion Horizons gezeigt. Ende Juli 2022 wurde der Film beim New Horizons International Film Festival gezeigt. Im Oktober 2022 wird er beim Tokyo International Film Festival vorgestellt. Der Filmstart in den deutschen Kinos erfolgte am 10. November 2022.

## Rezeption
Von den bei Rotten Tomatoes aufgeführten Kritiken sind 86 Prozent positiv. Auf Metacritic erhielt der Film einen Metascore von 78 von 100 möglichen Punkten.
Gaby Sikorski schreibt in ihrer Funktion als Filmkorrespondentin der Gilde deutscher Filmkunsttheater, wie in seinem ebenfalls künstlerisch sehr beeindruckenden Film Vier Leben habe Michelangelo Frammartino auch hier viel mit der Stille gearbeitet, die dem Film einen kontemplativen, beinahe meditativen Charakter gebe und gemeinsam mit den verwendeten Naturgeräuschen essenziell wichtig für das sinnliche Erleben sei, das in diesem Film eine lange vermisste Qualität erreiche: „Die Töne unterstreichen tatsächlich lediglich die Bilder, sie konterkarieren oder kommentieren nicht, sie verstärken den Eindruck und der ist einfach überwältigend.“ Der Bildschnitt mit seinem Wechsel zwischen den einzelnen Schauplätzen, also zwischen Hirten, Dorf und Höhlenforschern, sei absolut perfekt. Lammartino zeige und kommentiere nicht, und seine Aussage läge in der Wirkung seiner Bilder, die wunderschön in ihrer Schlichtheit seien.
Patrick Holzapfel vom Filmdienst ordnet den Film einem von ihm so bezeichneten „tellurischen Kino“ zu, in dem nicht mehr einzig die Menschen als Protagonisten auftreten, sondern eher als Ameisen gezeigt würden. Wenn die Höhlenforscher bei Frammartino in die Dunkelheit der Höhle steigen, hülle sich der Kinosaal in ein überwältigendes Schwarz. Die Erfahrung des Unbekannten, das Tasten, Horchen, die Enge, all das wisse der Film mit einer geradezu hypersensitiven Wahrnehmung aufzuschnappen, so Holzapfel. Er erklärt weiter: „Die Aufmerksamkeit wird gelenkt, damit sie das wahrnimmt, was sie sonst übersieht.“

## Auszeichnungen
Brussels International Film Festival 2022
- Auszeichnung mit dem Preis der Jury in der Directors' Week[24]

Europäischer Filmpreis 2022
- Auszeichnung mit dem Excellence Award für den Besten Sound (Simone Paolo Olivero, Paolo Benvenuti, Benni Atria, Marco Saitta, Ansgar Frerich und Florian Holzner)[25]

Internationale Filmfestspiele von Venedig 2021
- Nominierung für den Goldenen Löwen
- Auszeichnung als Bester Film mit dem FEDIC Award
- Auszeichnung mit dem Green Drop Award
- Auszeichnung als Bester Camera Operator beim La Pellicola d'Oro Award (Luca Massa)
- Auszeichnung mit dem Premio Fair Play al Cinema der Associazione Vivere da Sportivi[11]

Internationales Filmfestival Mannheim-Heidelberg 2021
- Auszeichnung mit dem  International Newcomer Award
- Nominierung im Wettbewerb „On the Rise“[26][27]

London Film Festival 2021
- Nominierung im offiziellen Wettbewerb[28]